# Sebenje
Sebenje este o localitate din comuna Tržič, Slovenia, cu o populație de 376 de locuitori.